# Yellow Flicker Beat
Singles de Lorde
Glory and Gore
(2014) Magnets
(2015)
Yellow Flicker Beat est une chanson de l'auteure-compositrice-interprète néo-zélandaise Lorde sortie le 29 septembre 2014. Elle fait partie de la bande originale du film Hunger Games : La Révolte, partie 1.

## Classements et certifications
| Classement (2014-15)                      | Meilleure position |
| ----------------------------------------- | ------------------ |
| Allemagne (GfK Entertainment)             | 38                 |
| Australie (ARIA)                          | 25                 |
| Autriche (Ö3 Austria Top 40)              | 35                 |
| Belgique (Flandre Ultratop 50 Singles)    | 39                 |
| Belgique (Flandre Ultratop 50 Airplay)    | 30                 |
| Belgique (Wallonie Ultratop 50 Singles)   | 29                 |
| Canada (Hot 100)                          | 21                 |
| Canada (Canada Rock)                      | 21                 |
| Canada (Digital Songs)                    | 10                 |
| Écosse (OCC)                              | 54                 |
| États-Unis (Hot 100)                      | 34                 |
| États-Unis (Adult Alternative Songs (en)) | 10                 |
| États-Unis (Alternative Songs)            | 10                 |
| États-Unis (Digital Songs)                | 13                 |
| États-Unis (Hot Rock Songs)               | 3                  |
| États-Unis (Rock Airplay)                 | 13                 |
| France (SNEP)                             | 93                 |
| Hongrie (Single Top 40)                   | 16                 |
| Irlande (IRMA)                            | 83                 |
| Italie (FIMI)                             | 86                 |
| Nouvelle-Zélande (RMNZ)                   | 4                  |
| Pays-Bas (Single Tip)                     | 1                  |
| Royaume-Uni (UK Singles Chart)            | 71                 |
| Suisse (Schweizer Hitparade)              | 27                 |
| Tchéquie (IFPI Rádio)                     | 53                 |
| Tchéquie (IFPI Singles Digitál)           | 36                 |

| Classement (2014)           | Position |
| --------------------------- | -------- |
| États-Unis (Hot Rock Songs) | 56       |
| Nouvelle-Zélande (RMNZ)     | 48       |
| Classement (2015)           | Position |
| États-Unis (Hot Rock Songs) | 24       |

| Région | Certification | Ventes/Streams |
| --- | ------------- | -------------- |
| Australie (ARIA) | Platine       | 70 000^        |
| Nouvelle-Zélande (RMNZ) | Platine       | 15 000*        |
| *Ventes selon la certification ^Mise en rayon selon la certification xNon précisé par la certification ‡ventes/streaming selon la certification |               |                |